# 客家流民拳
客家流民拳，簡稱為流民拳，亦稱為客家拳，是一門由臺灣新竹的武師范秀炎所傳承之流傳於臺灣客家人居住地區的傳統拳法。該門拳法，強調對敵時「招不過三」，其在三招之內，即要對手倒下。

## 名稱
「流民拳」一詞，在事實上，僅代表過去活動於今日之中華民國臺灣省的新竹縣關西鎮與桃園市龍潭區的武師范秀炎，由他所傳承之拳法的名稱。若干傳播媒體與研究者，貿然的套用過去部分臺灣客家人淪落為「流民」的歷史背景，來稱呼所有客家人所研習之拳法，均是流民拳。這實為稱呼與定義上的謬誤。流民拳，是臺灣客家傳統拳法之一，其僅是代表個別拳法門派，而不是包含所有在臺灣客家地區所流傳之各種傳統武術與拳法。該門拳法，後來經由范秀炎弟子——李光銘的發揚，其名稱，約是於1990年左右才正式出現在社會大眾的眼中。根據范秀炎弟子——陳清司的口述回憶，當同是弟子的李光銘要成立研習師父范氏的拳法的社團時，該門拳法的名稱，亦是經過了師父范氏的安名。

## 內容
在流民拳的拳路中，較為基礎者，有七步勁力拳、閃馬軟硬雙形拳、流民拳、落地金蛟剪；較為進階者，有虎拳、猴拳、鷹拳、百發拳；另外在器械方面，則是有短棍法與長棍法。這些均屬於中國南派領域的拳路。該門拳法，強調對敵時「招不過三」，其在三招之內，即要對手倒下，並且每一招均屬絕招，沒有任何無謂的動作。

## 發展情況
關於在中華民國臺灣省研習流民拳的社團，於1996年3月，原為「中華國術總會流民拳委員會」的社團，即向內政部登記成立有「中華流民拳協會」。該社團之發起人是李光銘，其宗旨為「發揚中華民族傳統武術、提昇武術健身實用之價值」。該社團之學員，過去即在李光銘的率領下，於1989年參加臺灣的中正盃第四屆比賽，並且奪得了該年比賽的團體組冠軍。亦有若干的社團學員，在北京的第一屆世界盃武術散打錦標賽中，分別獲得金牌、銀牌，以及銅牌。